# Thesea nutans
Thesea nutans är en korallart som beskrevs av Duchassaing och Giovanni Michelotti 1864. Thesea nutans ingår i släktet Thesea och familjen Plexauridae. Inga underarter finns listade i Catalogue of Life.